# Туртень
Туртень — село в восточной части Ефремовского района Тульской области, на левом берегу речки Дубрава

## История
Есть несколько вариантов происхождения названия села Туртень. Первое название происходит от тюркского корня «тур» -«стоянка», «туртень» — «древняя стоянка». На карте 1790 года вблизи села указаны овраги : Турмышевский Верх и Турмышонок. На Красивой Мече есть Турмышев брод. Вместе с деревней Турдей (Воловский район) и Тормасово эта группа топонимов сохранила память о передвижениях отрядов степняков. «Тюртень» — искаженная форма. Второе — слово «туртень» по-монгольски значит «река». По преданию, на берегу речушки в деревне Туртень молодая девушка нашла икону Казанской Божьей Матери, где впоследствии была построена Казанская церковь.
В 1798—1802 годы князь П. И. Одоевский, который в 1791 году унаследовал от своей тётки по отцовской линии Евдокии Михайловны Одоевской имение, построил в селе взамен обветшавшего деревянного храма, ныне существующий каменный.
В первой половине XIX века селом владело семейство Ланских. В 1874 году владелицей земельных угодий указывалась помещица Лермонтова. 21 июля ежегодно в Туртене проводилась Казанская ярмарка, на которой торговали скотом, сельхозпродуктами. На ярмарку съезжались не только люди из Ефремовского уезда, но и из других соседних губерний. Традиция продолжалась в 1920-х годы.
В 1892 году помещик Д. Ф. Самарин создал близ села конный завод, где разводились упряжные и рабочие лошади.
После 1861 года село относилось к Ступинской волости.
С 1924 по 1928 год село входило в Шиловский район, с 1935 по 1958 год — в Октябрьский (в составе Ступинского сельсовета). В 1960-90 годах в Туртене было отделение совхоза «Соревнование».

## Население
| 2004 | 2010 |
| ---- | ---- |
| 58   | ↘36  |

В 1857 году насчитывалось 677 крепостных крестьян. В 1859 г. было 68 дворов, 628 человек
В 1913 году в Туртене насчитывалось 147 хозяйств и 792 жителя.
В 2004 году проживали 58 человек.

## Инфраструктура
В 1860 году в Туртене открылась земская школа.
В 1925 году действовала школа I ступени, которой заведовала А. М. Аулова.